# Applixware
Applixware ist der Name einer kommerziellen Office-Suite für verschiedene Betriebssysteme, das ursprünglich von Applix für Unix und Unix-artige Betriebssysteme entwickelt wurde.
2000 wurde Applixware an die neu gegründete Tochtergesellschaft Vistasource Inc. abgegeben, die 2001 verkauft und somit eigenständig wurde.

## Verbreitung
Applixware war bereits im Unix-Umfeld etabliert als kommerzielle Hersteller begannen, ihre Software Ende der 1990er Jahre auf Linux zu portieren. Neben StarOffice von Sun machte auch Applix seine Office-Suite für Linux verfügbar. Da es kostenpflichtig ist, Linux hingegen ein freies Betriebssystem, stellte es Applix privaten Linux-Nutzern in einer abgespeckten Version kostenfrei zur Verfügung.
Weil Applixware gute Import- und Export-Filter für Microsoft Office (damals in Version Office 97) bot und als sehr stabil galt, war es auch in einigen Linux-Distributionen der Zeit enthalten, etwa Red Hat Linux 5.0, LinuxPPC 5.0 und SuSE Linux 6.1. Bis 2001 setzte auch das US-Verteidigungsministerium auf Applixware, bevor es durch das freie StarOffice ersetzt wurde.
Mit dem Aufkommen quelloffener oder kostenfreier Alternativen wie KOffice und StarOffice (später quelloffen und in Apache OpenOffice und LibreOffice aufgegangen) hatte es Applixware unter Linux und anderen Unix-Betriebssystemen zunehmend schwer. Schließlich verschob sich der Schwerpunkt von Applixware weg von einem gewöhnlichen Office-Paket hin zu einer komplexen Datenverarbeitungslösung für Konzerne.
Das Programmpaket läuft, je nach Version, auf unterschiedlichen Plattformen und Betriebssystemen, darunter neben zahlreichen Unix-Derivaten wie AIX und FreeBSD vor allem auch Linux und Windows.

## Funktionen
Applixware bietet u. a. folgende Module:
- Textverarbeitung (Applix Words),
- Tabellenkalkulation (Applix Spreadsheets),
- Zeichenprogramm (Applix Graphics),
- Präsentation (Applix Presents),
- E-Mail-Programm (Applix Mail),
- Datenbank (Applix Data),
- Schnelle Anwendungsentwicklung (Applix Builder),
- HTML-Editor,
- Makroeditor
- sowie einen Formeleditor.

Unter Linux und Solaris kann der Anyware Server eingerichtet werden, dessen Client-Funktion unter Linux, Solaris und Windows genutzt werden kann.
Nicht nur für den professionellen Einsatz interessant ist der integrierte Makroeditor, der durch die proprietäre Makrosprache Extended Language Facility (ELF) das Programmieren von Erweiterungen ermöglicht. Für einfachere Makros existiert zudem ein Makro-Rekorder.

## Geschichte
- 1986: Alis
- 1995: Applixware 4.2
- 1996: Applixware 4.3 – Linux
- 1999: Applixware 4.4.1 – Solaris x86, IRIX, Windows 9x, Windows NT
- 2000: Applixware 4.4.2 – HP-UX, FreeBSD
- 2000: Applixware 5.0
- 2002: Anywhere Desktop 2.2 (entspricht Applixware 5.0)[14]
- 2006: Applixware 6.0 – für Linux und Solaris[16]
- 2007: Applixware 6.0 – für AIX
- 2007: Applixware 6.2 – für Linux
- 2009: Applixware 6.1 – für Solaris (ab 2.6), Linux und Windows (ab Windows 2000)[15]